# Міністерство вугільної промисловості України
Міністерство вугільної промисловості України — колишнє міністерство України з питань вугільної промисловості. 9 грудня 2010 року реорганізоване в Міністерство енергетики та вугільної промисловості України.

## Історія
19 квітня 1954 року Президія Верховної Ради СРСР ухвалила Указ «Про перетворення загальносоюзного Міністерства вугільної промисловості СРСР в союзно-республіканське Міністерство вугільної промисловості СРСР і утворення союзно-республіканського Міністерства вугільної промисловості Української РСР», на виконання якого Рада Міністрів СРСР і Рада Міністрів Української РСР прийняли, відповідно, постанови від 3 червня 1954 р. № 1094 і від 18 червня 1954 р. № 853 «Питання організації Міністерства вугільної промисловості Української РСР».
У квітні 1956 року було створено Міністерство будівництва підприємств вугільної промисловості Української РСР. Його очолив Красниковський Георгій Володимирович, що раніше працював першим заступником Міністра вугільної промисловості УРСР. Першим заступником Міністра призначений Голубов Святослав Володимирович, що працював до цього заступником Міністра вугільної промисловості УРСР, заступниками Міністра — А. І. Дикін, А. Л. Матковський, Б. Я. Сєдов і П. Г. Шаренко.
У 1956 році Мінвуглепрому УРСР були передані шахти Міністерства місцевої і паливної промисловості УРСР у зв'язку з ліквідацією останнього. Попри ці та інші заходи, стан справ у вугільній галузі продовжував залишатися напруженим і вимагав вживання кардинальних заходів.

### Період сучасної України
28 квітня 1990 року, згідно з Декларацією про державний суверенітет України, було створено Державний комітет Української РСР по вугільній промисловості.
25 жовтня 1991 комітет було названо Державний комітет України по вугільній промисловості (Держвуглепром України).
9 листопада 1994 Указом Президента України на базі Державного комітету України по вугільній промисловості створено Міністерство вугільної промисловості України.
15 грудня 1999 року Міністерство вугільної промисловості було ліквідоване в черговий раз у зв'язку зі створенням Міністерства палива і енергетики України, до якого увійшов Державний департамент з управління підприємствами вугільної промисловості країни.
У 2003 році Державний Департамент вугільної промисловості був ліквідований.
Указом Президента України 25 липня 2005 року Міністерство вугільної промисловості України було відновлене. 5 жовтня 2005 року Міністром вугільної промисловості було призначено В. С. Тополова, Першим заступником Міністра — В. І. Новіков, заступниками — А. В. Корзуна, А. В. Сабиніна, В. В. Фічова, О. К. Францишка.
4 серпня 2006 року Верховною Радою України було сформовано новий склад Кабінету Міністрів України. Міністром вугільної промисловості вдруге став С. Б. Тулуб. Першими заступниками Міністра призначено Ю. Є. Зюкова, В. В. Радченка, заступниками Міністра — А. В. Болотова, О. Г. Гнатцова, В. В. Фічова і Д. Д. Петренка.
Постановою Верховної Ради України № 10-VI від 18.12.2007 «Про формування складу Кабінету Міністрів України» на посаду Міністра вугільної промисловості України призначений В. І. Полтавець. Першим заступником Міністра призначено Францишка О. К., заступниками Міністра — Ященка Ю. П., Грядущого Ю. Б., Чобаняна Г. С., Корзуна А. В., Склярова М. В.

## Структура
- Департамент інформаційно-аналітичної роботи та забезпечення діяльності міністра;
- Управління перспективного розвитку;
- Департамент координації виробничої діяльності;
- Фінансово-економічний департамент;
- Управління бухгалтерського обліку, звітності та бюджетного фінансування;
- Управління енергозабезпечення та машинобудування;
- Департамент охорони праці та надзвичайних ситуацій;
- Управління реструктуризації;
- Управління інвестицій та капітального будівництва;
- Управління державної власності;
- Управління організації державних закупівель;
- Управління юридичного забезпечення;
- Департамент соціальної інфраструктури та адміністративного забезпечення;
- Управління кадрової політики;
- Сектор режимно-секретної та мобілізаційної роботи.
- Державна інспекція з контролю якості вугільної продукції.

## Виноски
1. ↑  Указ Президента України від 9 грудня 2010 року № 1085/2010 «Про оптимізацію системи центральних органів виконавчої влади»
2. ↑  Про міністерства і державні комітети Української РСР | від 03.08.1990 № 150-XII. zakon4.rada.gov.ua. Архів оригіналу за 15 січня 2019. Процитовано 19 вересня 2016.
3. ↑  Постанова КМУ від 25 жовтня 1991 р. N 289 "Про затвердження Положення про Державний комітет України по вугільній промисловості". zakon.rada.gov.ua. Архів оригіналу за 5 лютого 2020. Процитовано 5 лютого 2020.
4. ↑  Закон України "Про створення Міністерства вугільної промисловості України". zakon.rada.gov.ua. Архів оригіналу за 5 лютого 2020. Процитовано 5 лютого 2020.